# Libella okrągła

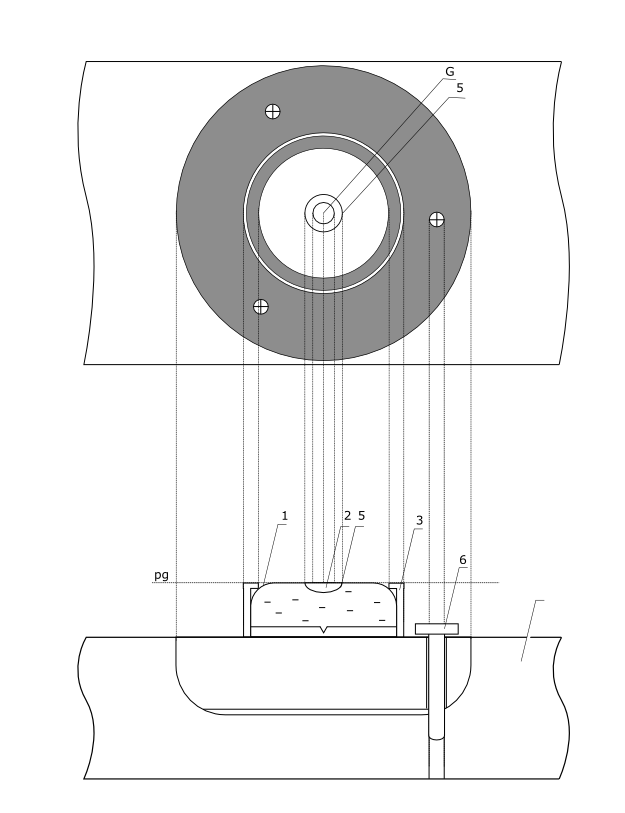
Libella okrągła w instrumencie geodezyjnym
1. ampułka libelli
2. pęcherzyk libelli
3. oprawa libelli
4. podstawa
5. okrąg ustawczy
6. jedna z trzech śrub ustawczych
G – punkt główny libelli
pg – płaszczyzna główna libelli

Libella okrągła, libella pudełkowa, libella sferyczna – przyrząd umożliwiający ustawianie płaszczyzn lub prostych w kierunku pionowym lub poziomym oraz pomiar małych kątów nachylenia linii.
Ampułka libelli okrągłej ma kształt koła, a jej górna powierzchnia jest wycinkiem sfery o promieniu krzywizny od 0,5 do 2 m. Na górnej powierzchni ampułki naniesiony jest jeden lub dwa okręgi o wspólnym środku – punkcie głównym libelli. Wewnątrz ampułki znajduje się ciecz – najczęściej alkohol, eter lub mieszanina tych składników – której opary tworzą pęcherzyk zajmujący zawsze najwyższe położenie wewnątrz ampułki.
Libelle okrągłe zaliczane są do grupy libell ustawczych, czyli przeznaczonych do wstępnego poziomowania instrumentów geodezyjnych (niwelatorów, teodolitów, tachimetrów) oraz do poziomowania łat niwelacyjnych.